# Vegas Falcons
Pour l'équipe principale, voir Team Falcons.
Pour ligue compétitive, voir Call of Duty League.
Vegas Falcons est une équipe d'esports professionnelle américaine de la Call of Duty League (CDL) basée à Las Vegas, Nevada. Fondée à l'origine sous le nom de Paris Legion par C0ntact Gaming, renommé Vegas Legion lorsque l'équipe est relocalisé à Las Vegas en 2022 puis Vegas Falcons lorsque la structure saoudienne Team Falcons, rachète l'équipe en 2024.
Paris est annoncé comme l'une des cinq premières villes à accueillir une équipe CDL pour sa saison inaugurale 2020. Selon ESPN, l'éditeur Activision Blizzard cherchait à vendre des places aux villes américaines souhaitant intégrer une équipe au sein de la ligue franchisé (comme la NBA) pour environ 25 millions de dollars par équipe. Bien qu'elle soit l'une des cinq premières villes à rejoindre la CDL, l'équipe a été la dernière à dévoiler son image de marque le 2 novembre 2019.

## Histoire

### Paris Legion (2020 - 2022)
En entrant dans la CDL, l'équipe était alors composée des cinq joueurs suivants : Denholm « Denz » Taylor, Matthew « KiSMET » Tinsley, Luke « Louqa » Rigas, Conrad « Shockz » Rymarek et Zach « Zed » Denyer. L'équipe commence la saison en bas des radars, étant considérée comme l'outsider évident. Paris a immédiatement répondu présents avec des victoires surprises contre OpTic Gaming LA et les London Royal Ravens,. Le succès de l’équipe ne s’est cependant pas poursuivi tout au long de la saison. L'équipe termine la saison 2020 avec un bilan médiocre de 11-17, ainsi qu'une élimination précoce des playoffs. Cette piètre performance conduit l’équipe à abandonner l’ensemble de son effectif.

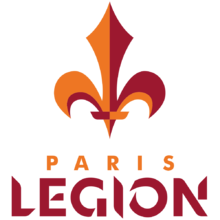
Logo de Paris Legion

Après un début difficile dans la CDL, Paris libère l'intégralité de son effectif pour la nouvelle saison et a choisi de signer Matthew « Skrapz » Marshall, Ulysses « AquA » Silva, Nicholas « Classic » DiCostanzo et Luis « Fire 40» Rivera. Cependant, Fire40 est rapidement libéré de l'équipe et remplacé par Donovan « Temp » Laroda. Peu de temps après, Paris cherche à effectuer un autre changement d'effectif et  acquis Alexander « Zaptius »Bonilla à la place de Classic, qui part pour les Seattle Surge en fin de saison 2021.
Après une saison 2021 une nouvelle fois décevante pour l'équipe française, l'effectif est une nouvelle fois remanié à l'approche de Vanguard avec Johnathan « John » Perez, Jacob « Decemate » Cato, Tyler « FeLo » Johnson et Temp qui est conservé. Ils rencontreront encore une fois peu de succès et finiront par libérer Decemate et Felo pour les remplacer par Thomas « GRVTY » Malin et Bryan « Jimbo » Sabman.

### Vegas Legion (2022 - 2024)
Le 1er juin 2022, Paris Legion annonce que la franchise déménagerait à Las Vegas pour la saison 2023. C'est officielle le 12 septembre de la même année. L'équipe est alors renommé Vegas Legion.

### Vegas Falcons (2024 - present)
En août 2024, l'organisation saoudienne Team Falcons annonce qu'elle a acquis l'équipe et la renommée Vegas Falcons, tout en annonçant le nouveau roster : Saud « Exnid » Alati, Khalid « Khhx » Almadhi, Abdulelah « KingAbody » Alrajhi et Salman « Roxas » Alkhuzayyim avec Lewis « LewTee » Todd comme entraîneur principal. En novembre, l'équipe annonce que le triple champion du monde de Call of Duty, James « Clayster » Eubanks rejoindrait le staff technique.

## Roster actuel
| Nat.                         | Pseudo    | Nom                    | Rôle       | Date d'entrée    |
| ---------------------------- | --------- | ---------------------- | ---------- | ---------------- |
| Drapeau de l'Arabie saoudite | Exnid     | Saud Alati             | Joueur     | 21 aout 2024     |
| Drapeau de l'Arabie saoudite | Roxas     | Salman Alkhuzayyim     | Joueur     | 21 août 2024     |
| Drapeau de l'Arabie saoudite | d7oomx    | Abdulrahman Althunayan | Joueur     | 10 janvier 2025  |
| Drapeau de l'Arabie saoudite | WXSL      | Fahad Alkahtani        | Joueur     | 10 janvier 2025  |
| Drapeau de l'Arabie saoudite | KiinG     | Khalid Kaabi           | remplacant | 19 novembre 2024 |
| Drapeau de l'Arabie saoudite | QK4B      | Saud Alotaibi          | remplacant | 19 novembre 2024 |
| Drapeau de l'Arabie saoudite | KingAbody | Abdulelah Alrajhi      | remplacant | 31 décembre 2024 |

|  | LewTee   | Lewis Todd     | coach principal | 21 août 2024     |
|  | Clayster | James Eubanks  | assistant coach | 14 novembre 2024 |
|  | Denz     | Denholm Taylor | Manager         | 14 novembre 2024 |

## Palmarès et résultats

### Aperçu des saisons
| Saison | Saison régulière | Saison régulière | Saison régulière | Saison régulière | Saison régulière | Saison régulière | Saison régulière | Finition | Les séries éliminatoires                                                        | Note                      |
| Saison | J                | G                | P                | %G               | GW               | GL               | GW%              | Finition | Les séries éliminatoires                                                        | Note                      |
| ------ | ---------------- | ---------------- | ---------------- | ---------------- | ---------------- | ---------------- | ---------------- | -------- | ------------------------------------------------------------------------------- | ------------------------- |
| 2020   | 26               | 11               | 17               | 38,5%            | 41               | 57               | 41,8%            | 10e      | 9-10e, perdu au deuxième tour loser bracket, 1-3 (face aux London Royal Ravens) | En tant que Paris Legion  |
| 2021   | 30               | 8                | 22               | 26,7%            | 42               | 73               | 36,5%            | 12e      | Ne s'est pas qualifié                                                           | En tant que Paris Legion  |
| 2022   | 25               | 2                | 23               | 8,0%             | 31               | 73               | 29,8%            | 12e      | Ne s'est pas qualifié                                                           | En tant que Paris Legion  |
| 2023   | 39               | 18               | 21               | 46,2%            | 73               | 89               | 45,1%            | 9e       | Ne s'est pas qualifié                                                           | En tant que Vegas Legion  |
| 2024   | 37               | 15               | 22               | 40,5%            | 65               | 79               | 45,1%            | 9e       | Ne s'est pas qualifié                                                           | En tant que Vegas Legion  |
| 2025   | 31               | 3                | 28               | 9,7%             | 26               | 89               | 22,6%            | 12e      | Ne s'est pas qualifié                                                           | En tant que Vegas Falcons |